# Trevoh Chalobah
Trevoh Chalobah (Freetown, 5 luglio 1999) è un calciatore sierraleonese naturalizzato inglese, difensore o centrocampista del Chelsea.

## Biografia
Nato in Sierra Leone, è il fratello minore di Nathaniel Chalobah, a sua volta calciatore.

## Caratteristiche tecniche
Mediano dal fisico imponente, può giocare anche come difensore centrale.

## Carriera

### Club

#### Gli esordi
Cresciuto nel settore giovanile del Chelsea, nella stagione 2015-2016 vince la UEFA Youth League con la formazione primavera del club.
Il 25 giugno 2018 viene ceduto in prestito all'Ipswich Town, in seconda serie inglese. Il 4 agosto successivo debutta tra i professionisti nella prima giornata di campionato pareggiata 2-2 con il Blackburn. Il 18 agosto, invece, segna la prima rete in carriera nel pareggio casalingo ottenuto contro l'Aston Villa (1-1). Il 6 ottobre, grazie al gol del 3-2 segnato ai danni dello Swansea City, consente all'Ipswich di ottenere la prima vittoria in stagione. Schierato principalmente come mediano, conclude l'annata con 44 presenze totali.
L’8 agosto 2019, dopo aver rinnovato con i blues fino al 2022, passa, sempre a titolo temporaneo, all'Huddersfield Town. Esordisce con la nuova maglia cinque giorni dopo, in occasione della partita di Coppa di Lega persa per 1-0 contro il Lincoln City, giocando tutti i 90 minuti. Il 21 agosto realizza l'unica rete in maglia biancoblù contro il Cardiff City, concludendo poi la stagione con 38 partite giocate in tutte le competizioni.
Il 18 agosto 2020 viene nuovamente ceduto in prestito, questa volta al Lorient, in Ligue 1. Il 13 settembre seguente debutta con i francesi in occasione del match di campionato perso 3-2 contro il Lens. Il 27 gennaio 2021 realizza la prima delle tre reti che consente al Lorient di vincere contro il Digione. Si ripeterà poi contro il Strasburgo, collezionando a fine anno 30 presenze complessive.

#### Chelsea
Al termine dell'esperienza francese, fa ritorno al Chelsea, che decide di inserirlo in prima squadra per la stagione 2021-2022. L'11 agosto 2021, fa il suo esordio con i campioni d'Europa, giocando da titolare la partita di Supercoppa UEFA vinta ai rigori (6-5, 1-1 dts) contro il Villarreal. Tre giorni dopo, debutta sempre da titolare in Premier League, segnando anche la rete del definitivo 3-0 sul Crystal Palace. Il 24 novembre seguente, invece, realizza il suo primo gol in UEFA Champions League, nel successo per 4-0 contro la Juventus.
Dopo essersi affermato come titolare stabile nella stagione successiva, il 25 novembre 2022 rinnova il proprio contratto con il club londinese fino al 2028.

#### Prestito al Crystal Palace
Il 31 agosto 2024 viene ceduto in prestito al Crystal Palace.

### Nazionale
Dopo aver rappresentato come capitano le nazionali U-16 e U-17, nel gennaio 2017 viene selezionato dalla nazionale Under-19 inglese per partecipare all'Europeo di categoria disputatosi in Georgia. Il 3 luglio successivo debutta in tale competizione, giocando da titolare la partita vinta 2-0 contro la nazionale bulgara. Sei giorni dopo, nell'incontro vinto 4-1 contro i pari età della Germania, rimedia un infortunio alla caviglia che lo tiene fuori fino alla finale vinta contro il Portogallo.
Il 30 agosto 2019 viene incluso nella lista dei partecipanti alle qualificazioni al campionato europeo di calcio Under-21 del 2021, debuttando con la nazionale Under-21 nel match vinto per 3-2 contro la Turchia.
Nel maggio 2025 viene convocato per la prima volta in nazionale maggiore, con cui esordisce il 10 giugno del medesimo anno nell'amichevole persa in casa contro il Senegal (1-3).

## Statistiche

### Presenze e reti nei club
Statistiche aggiornate al 5 maggio 2024.
| Stagione        | Squadra           | Campionato      | Campionato | Campionato | Coppe nazionali | Coppe nazionali | Coppe nazionali | Coppe continentali | Coppe continentali | Coppe continentali | Altre coppe | Altre coppe | Altre coppe | Totale | Totale | Totale |
| Stagione        | Squadra           | Comp            | Pres       | Reti       | Comp            | Pres            | Reti            | Comp               | Pres               | Reti               | Comp        | Pres        | Reti        | Pres   | Reti   |        |
| --------------- | ----------------- | --------------- | ---------- | ---------- | --------------- | --------------- | --------------- | ------------------ | ------------------ | ------------------ | ----------- | ----------- | ----------- | ------ | ------ | ------ |
| 2018-2019       | Ipswich Town      | FLC             | 43         | 2          | FACup+CdL       | 0+1             | 0               | -                  | -                  | -                  | -           | -           | -           | 44     | 2      |        |
| 2019-2020       | Huddersfield Town | FLC             | 36         | 1          | FACup+CdL       | 1+1             | 0               | -                  | -                  | -                  | -           | -           | -           | 38     | 1      |        |
| 2020-2021       | Lorient           | L1              | 29         | 2          | CF              | 1               | 0               | -                  | -                  | -                  | -           | -           | -           | 30     | 2      |        |
| 2021-2022       | Chelsea           | PL              | 20         | 3          | FACup+CdL       | 2+4             | 0               | UCL                | 3                  | 1                  | SU+Cmc      | 1+0         | 0           | 30     | 4      |        |
| 2022-2023       | Chelsea           | PL              | 25         | 0          | FACup+CdL       | 1+1             | 0               | UCL                | 6                  | 0                  | -           | -           | -           | 33     | 0      |        |
| 2023-2024       | Chelsea           | PL              | 10         | 1          | FACup+CdL       | 3+1             | 0               | -                  | -                  | -                  | -           | -           | -           | 14     | 1      |        |
| Totale Chelsea  | Totale Chelsea    | Totale Chelsea  | 55         | 4          |                 | 12              | 0               |                    | 7                  | 1                  |             | 1           | 0           | 76     | 5      |        |
| Totale carriera | Totale carriera   | Totale carriera | 146        | 9          |                 | 16              | 0               |                    | 7                  | 1                  |             | 1           | 0           | 169    | 10     |        |

### Cronologia presenze e reti in nazionale
| Cronologia completa delle presenze e delle reti in nazionale ― Inghilterra | Cronologia completa delle presenze e delle reti in nazionale ― Inghilterra | Cronologia completa delle presenze e delle reti in nazionale ― Inghilterra | Cronologia completa delle presenze e delle reti in nazionale ― Inghilterra | Cronologia completa delle presenze e delle reti in nazionale ― Inghilterra | Cronologia completa delle presenze e delle reti in nazionale ― Inghilterra | Cronologia completa delle presenze e delle reti in nazionale ― Inghilterra | Cronologia completa delle presenze e delle reti in nazionale ― Inghilterra |
| Data                                                                       | Città                                                                      | In casa                                                                    | Risultato                                                                  | Ospiti                                                                     | Competizione                                                               | Reti                                                                       | Note                                                                       |
| -------------------------------------------------------------------------- | -------------------------------------------------------------------------- | -------------------------------------------------------------------------- | -------------------------------------------------------------------------- | -------------------------------------------------------------------------- | -------------------------------------------------------------------------- | -------------------------------------------------------------------------- | -------------------------------------------------------------------------- |
| 10-6-2025                                                                  | West Bridgford                                                             | Inghilterra                                                                | 1 – 3                                                                      | Senegal                                                                    | Amichevole                                                                 | -                                                                          |                                                                            |
| Totale                                                                     |                                                                            | Presenze                                                                   | 1                                                                          |                                                                            | Reti                                                                       | 0                                                                          |                                                                            |

## Palmarès

### Club

#### Competizioni giovanili
- UEFA Youth League: 1

Chelsea: 2015-2016

#### Competizioni internazionali
- Supercoppa UEFA: 1

Chelsea: 2021
- Coppa del mondo per club: 2

Chelsea: 2021, 2025
- UEFA Conference League: 1

Chelsea: 2024-2025

### Nazionale
- Campionato d'Europa Under-19: 1

Georgia 2017